# Noto Fonts
Noto ist eine Schriftfamilie von quelloffenen Schriftarten, die einmal alle im Unicode-Standard enthaltenen Schriftsysteme umfassen soll. Ihr Ziel ist, zwischen den verschiedenen Sprachen und ihren Schriftsystemen eine visuelle Harmonie der Schriftgestalt zu erreichen. Wie Open Sans stammt es von den Droid Fonts ab. Die Fonts werden im Auftrag von Google entwickelt und stehen unter der SIL Open Font License.

## Unterstützung der Schriftsysteme in Unicode
Die Fonts werden laufend weiterentwickelt. Mit Stand Ende 2020 standen 195 Fonts zum Download zur Verfügung. Von den mit der im September 2024 veröffentlichten Unicode Version 16.0 unterstützten 168 Schriftsystemen unterstützt Noto dabei 162. Noto unterstützt europäische Sprachen, afrikanische Sprachen, Sprachen des Nahen Ostens, Sprachen Indiens, Sprachen Zentralasiens, Ostasiens, Südasiens und Südostasiens und Indigene amerikanische Sprachen. Verschiedene Minderheitensprachen und historische Sprachen werden gleichfalls unterstützt.

### Noto Sans CJK und Noto Serif CJK
Seit Juli 2014 werden CJK-Fonts unterstützt, und zwar Kurzzeichen und traditionelle Zeichen der chinesischen Schrift sowie Japanisch und Koreanisch im Grotesk-Stil (Noto Sans CJK). Im April 2017 kamen entsprechende Serifen-Schriften hinzu (Noto Serif CJK). Diese Schriften entstanden in einer Zusammenarbeit zwischen Google, Monotype und Adobe. Aufgrund der schieren Größe des Projekts und wegen ihrer lokalen Expertise entwarfen drei führende ostasiatische Firmen für Schriftdesign einen Großteil der Glyphen, und zwar Changzhou SinoType Technology, Iwata Corporation und Sandoll Communication.

## Namensherkunft
Textzeichen eines HTML-Dokumentes werden durch ein Computer-Betriebssystem ersatzweise als kleine Kästchen dargestellt, wenn keiner der installierten Fonts die Zeichen unterstützt. Diese Zeichen nennen die Entwickler der Schriftfamilie (wegen der Ähnlichkeit mit einem Tofuwürfel) „Tofu“. Der Name Noto soll Googles Ziel vermitteln, im World Wide Web kein solches „Tofu“ („no more tofu“) mehr zu sehen.
Darüber hinaus ist „Noto“ der lateinische Ausdruck für „Ich schreibe“ oder auch „durch Zeichen darstellen“.